# 苏维埃茨科耶农村居民点 (沃罗涅日州)
苏维埃茨科耶农村居民点（俄语：Советское сельское поселение）是俄罗斯联邦沃罗涅日州卡拉切耶夫斯基区所属的一个农村居民点。其下辖有1个居民点，行政中心为苏维埃茨科耶。据2016年统计，该农村居民点的人口为371人。